# Ergavia divecta
Ergavia divecta là một loài bướm đêm trong họ Geometridae.